# La Unión Republicana
La Unión Republicana fou un diari editat a Palma des de l'1 d'agost de 1896 fins al 1904, com a òrgan del Partit d'Unió Republicana de Mallorca i que va substituir Las Baleares. El director nominal fou Joan Rotger, però la direcció efectiva correspongué, successivament, a Jeroni Pou i Magraner, Francesc Garcia i Orell i Lluís Martí i Ximenis.
Las Baleares, també de tendència republicana, va suposar el seu precedent immediat, tot i que aleshores actuava com a òrgan de premsa proper al Partit Republicà Democràtic Federal, i més endavant com a òrgan d'expressió ideològica de Benet Pons i Fàbregues. Es publicà des del maig de 1891 fins al juliol de 1896 amb una distribució de 1.537 exemplars, tot i que el 1890 ja es publicava periòdicament. Tenia la seu situada al carrer del Conquistador, 43, de Palma, sent Miquel Roca l'administrador inicial. Alguns dels seus redactors foren Joan Togores i Lluís Martí i Ximenis.